# Новиков, Николай Петрович
Никола́й Петро́вич Но́виков (род. 6 августа 1947, Загрядское, Курская область) ― российский тубист. Артист оркестра Мариинского театра, Заслуженный артист Российской Федерации.

## Биография
Николай Новиков начал получил начальное музыкальное образование в Ленинградском областном специальном детском доме музыкального воспитания им. Н. А. Римского-Корсакова, где он проходил обучение в классе А. Леонтьева и Б. Никитина в 1957—1965 годах.
В 1971 году он окончил Ленинградскую консерваторию под руководством профессора Виктора Венгловского. С 1970 по 1973 год Николай Новиков играл в оркестре Ленинградского театра муз. комедии. С 1973 по настоящее время он артист оркестра театра оперы и балета имени Кирова (впоследствии Мариинского театра). В 1980-х годах Новиков преподавал тубу в Музыкальном училище имени Н. А. Римского-Корсакова.
В 2009 году Николаю Новикову было присвоено почётное звание Заслуженный артист Российской Федерации.